# Святой Михаил (линейный корабль, 1798)
«Святой Михаил» — парусный 74-пушечный линейный корабль Черноморского флота Российской империи.

## Описание корабля
Один из семи 74-х пушечных кораблей, построенных на Херсонской верфи. Впервые в практике отечественного кораблестроения бак и ют кораблей соединили сплошной палубой, что позволило усилить огневую мощь и улучшить управление парусами.

## История службы
Корабль «Святой Михаил» был заложен в Херсоне и после спуска на воду вошел в состав Черноморского флота. В 21 октября 1798 года перешёл из Херсона в Севастополь.
Принимал участие в войне с Францией. 26 октября 1798 года во главе эскадры под флагом контр-адмирала П. В. Пустошкина вышел из Севастополя в Средиземное море. 30 декабря у Корфу эскадра соединилась с эскадрой вице-адмирала Ф. Ф. Ушакова. С 4 января по 12 февраля 1799 года «Святой Михаил» во главе отряда выходил в крейсерство в Адриатическое море для поиска французских судов, после чего вернулся к Корфу.
18 февраля принимал участие в штурме крепости Корфу, вел бомбардировку батареи № 3 на острове Видо. 1 мая вышел из Корфу во главе отряда и к 7 мая отряд прибыл к крепости Анкона, бомбардировал её и установил блокаду. 30 мая высадил десант у Пезаро, а 22 июня вернулся в Корфу. 24 июля эскадра Ф. Ф. Ушакова вышла из Корфу и к 3 августа прибыла в Мессину. 19 августа корабль во главе отряда под флагом вице-адмирала П. В. Пустошкина вышел из Мессины и 29 сентября прибыл в Специю. Базируясь в Специи, суда отряда осуществляли блокаду Генуи. 6 ноября у Генуи отрядом были захвачены 4 французских судна. 15 ноября суда подошли к крепости Маврикия и, несмотря на сильный огонь противника, уничтожили несколько французских транспортных судов. 4 декабря высадили десант для помощи австрийским войскам, но уже 7 декабря вынуждены были снять десант с берега.
Сняв блокаду Генуи, 28 декабря отряд прибыл в Ливорно. 8 февраля 1800 года «Святой Михаил» в составе отряда вышел из Ливорно и 7 марта прибыл в Мессину. С 15 апреля по 24 мая выходил в крейсерство к Мессинскому проливу в составе отряда. 30 мая отряд пришел в Корфу, где присоединился к эскадре Ф. Ф. Ушакова. 6 июля эскадра вышла из Корфу и к 26 октября вернулась в Севастополь.
В октябре и ноябре 1804 года «Святой Михаил» с отрядом перевозил войска из Севастополя в Поти.
Участвовал в войне с Францией 1804—1807 годов. В 1805 году отправлен из Севастополя в Корфу с войсками в качестве транспорта, без артиллерии. В январе следующего года перевозил войска из Неаполя в Корфу. 21 февраля в составе отряда капитана 1 ранга Г. Г. Белли пришел из Корфу в Кастельново. В марте и апреле 1806 года в составе отряда принимал участие в высадке десантов у Курцало и Лезины. 5 мая доставил в Корфу пленных французских солдат. В июне того же года в составе отряда перевозил войска из Санта-Кроче в Котор, а в июле и августе находился у Кастельново, после чего ушел к Корфу. В 1807 года использовался как госпитальное судно в Корфу.
После ухода эскадры вице-адмирала Д. Н. Сенявина был оставлен в Корфу. С корабля сняли мачты для установки на трофейный турецкий корабль «Седель-Бахр». После ухода 12 декабря 1807 года из Корфу эскадры капитан-командора И. О. Салтанова, корпус корабля «Святой Михаил» был продан за 5000 талеров.

## Командиры корабля
Командирами линейного корабля «Святой Михаил» в разное время служили:
- И. О. Салтанов (1798—1800 годы);
- Ф. П. Лелли (1804—1807 годы).